# Rædwulf
Rædwulf est brièvement roi de Northumbrie en 844 ou 858.
Il s'empare du trône lorsque Æthelred II est contraint à l'abdication, mais il ne le conserve que quelques mois avant d'être tué en affrontant les Vikings à Elvet, près de Durham. Sa disparition permet à Æthelred de reprendre le pouvoir.